# Maria Magdalena (Hebbel)

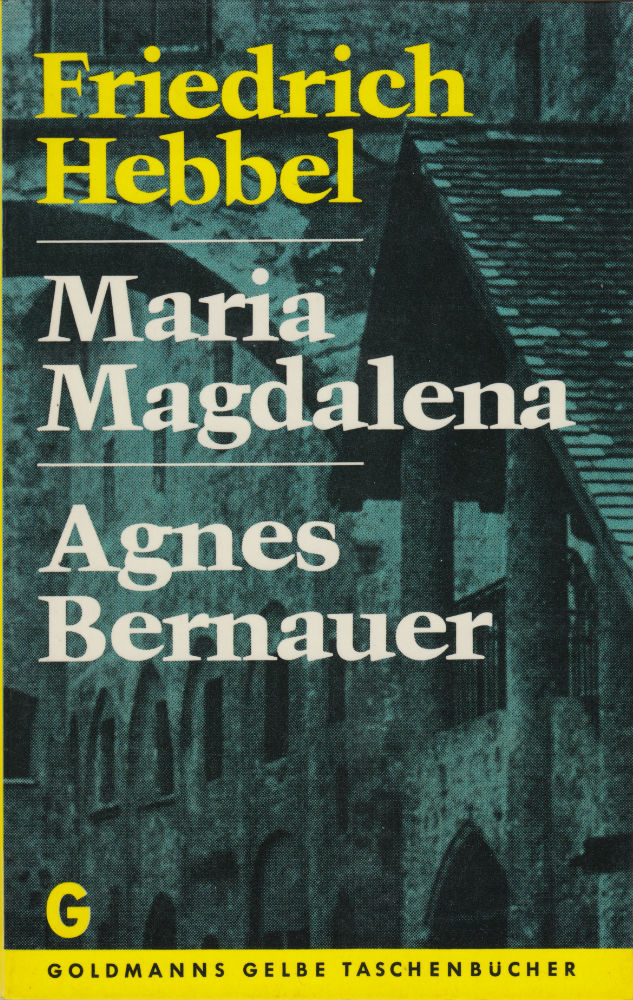
Friedrich Hebbel: Maria Magdalena, Wilhelm Goldmann Verlag, 1968

Maria Magdalena ist eine Tragödie in drei Akten von Friedrich Hebbel. Sie entstand 1843 und gilt als das letzte deutsche bürgerliche Trauerspiel. Danach  wurde die Gattung abgelöst durch das soziale Drama, in dem der vierte Stand Träger des Konfliktes ist.
Der Titel, der auf die Bibelgestalt Maria Magdalena verweist, kam auf Wunsch des Verlegers zustande, um so größeres Interesse bei den Lesern zu wecken. Hebbel hatte das Werk ursprünglich nach einer der Hauptfiguren „Klara“ nennen wollen. Auf Grund eines Setzfehlers lautete der Titel auf dem Umschlag der Erstausgabe schließlich „Maria Magdalene“. Noch heute wird das Stück gelegentlich unter diesem Namen zitiert, auch der Autor selbst verwendete manchmal den Titel in dieser Form.

## Inhalt

### Erster Akt
Klara, die Tochter des Tischlers Meister Anton ist mit dem Kassierer Leonhard verlobt, liebt diesen jedoch nicht. Auch Leonhard liebt Klara nicht. Er handelt aus Habgier und hat es auf die Mitgift des Meisters Anton abgesehen. Klara trifft während einer Belustigung ihre alte Jugendliebe, den Sekretär, wieder, der eine Zeit lang zum Zweck der Ausbildung aus ihrem Heimatort gegangen war. Die alte Liebe flammt erneut auf und Leonhard, dem dies nicht entgeht, drängt Klara dazu mit ihm zu schlafen, weil er sichergehen möchte, dass Klara nichts am Sekretär (Friedrich) findet. Dies geschieht mehr aus Eifersucht denn aus Leidenschaft, jedoch ist Klara danach schwanger und nun auf einen Heiratsantrag Leonhards angewiesen, um ihre eigene und die Ehre der Familie nicht zu beschmutzen. Dieses Geschehen wird in einer Rückblende in einem Dialog zwischen Klara und Leonhard erläutert.
Zum Ende des 1. Aktes klingeln zwei Gerichtsdiener an der Haustür des Tischlers. Sie kommen, um das Haus zu durchsuchen, da Klaras Bruder Karl unter dem Verdacht steht, Juwelen gestohlen zu haben. Klaras Mutter, die sich gerade von einer schweren Krankheit erholt hat, erfährt von den Vorwürfen gegen ihren Sohn und stirbt infolge des Schocks einen plötzlichen Tod. Im Folgenden betont Klaras prinzipientreuer Vater, dass er von der Schuld seines Sohnes überzeugt ist und von nun an alle seine Hoffnungen auf Klara ruhen. Er droht sich umzubringen, falls auch Klara Schande über die Familie bringen sollte. Diese muss neben der Leiche ihrer Mutter dem Vater schwören, ihn nicht zu enttäuschen, obwohl sie bereits von ihrer Schwangerschaft weiß. Die Selbstmorddrohung des Vaters verschärft ihre schwierige Lage: Sie weiß nun, dass sie Leonhard heiraten muss, da ein uneheliches Kind ihren Vater zum Selbstmord veranlassen würde.
In dieser Situation trifft ein Brief von Leonhard ein, in dem dieser sich von Klara lossagt. Als Vorwand dafür gibt er an, dass die Familie durch die Verhaftung Karls ihre Ehre verloren habe. Der wahre Grund allerdings ist, dass Klaras Vater ihre beträchtliche Mitgift von 1000 Talern an seinen alten Meister verschenkt hat. Nachdem Leonhard dies dem Tischlermeister entlockt hat, der ihm dies nur mitteilt, weil er an einen Heiratsantrag Leonhards an seine Tochter glaubt, kommt ihm die Situation mit Karl gerade recht.

### Zweiter Akt
Obwohl die Juwelen schnell wieder auftauchen (die verrückte Frau des Besitzers hatte sie neben vielen anderen Sachen versteckt), bangt der Vater um den Verlust seiner bürgerlichen Ehre. Klara trifft den Sekretär und gesteht ihm ihre Liebe, die dieser erwidert. Er macht ihr einen Heiratsantrag, doch Klara sieht sich in der Pflicht, den Vater ihres Kindes „auf Knien“ zurückzuholen, um Meister Anton keine Schande zu machen. Der Sekretär erträgt diesen Zustand nur schwer: „man müßte den Hund, der’s weiß [gemeint ist Leonhard], aus der Welt wegschießen!“. (Maria Magdalena, Reclam, 2002, 2. Akt, 5. Szene, S. 76.)
Klara sieht keine andere Hoffnung mehr und ist bereit sich umzubringen, sollte sie bei Leonhard keinen Erfolg haben.

### Dritter Akt
Klara sucht Leonhard auf. In einem langen Gespräch wird deutlich, wie tief er sich durch den Nebenbuhler gekränkt fühlt und von Eifersucht zerfressen ist. Er eröffnet ihr schließlich, in der Zwischenzeit eine Heirat mit der Tochter des Bürgermeisters in die Wege geleitet zu haben – ein Vorhaben, das seinen berechnenden Charakter erneut hervortreten lässt, denn er selbst beschreibt sie als nicht sonderlich attraktiv und „bucklig“.
Nach dem Gespräch sieht sich Klara vor die Alternative gestellt: entweder mit der Schande zu ihrem Vater zu gehen oder sich selbst umzubringen. Sie entscheidet sich für den Suizid und kündigt dies Leonhard an. Dieser will ihr nicht glauben.

„LEONHARD. Meinst Du, dass ich’s dir glaube?

KLARA. Nein!

LEONHARD. Du kannst gottlob nicht Selbstmörderin werden, ohne zugleich Kindesmörderin zu werden!

KLARA. Beides lieber, als Vatermörderin! O ich weiß, dass man Sünde nicht mit Sünde büßt! Aber was ich jetzt tu, das kommt über mich allein! Geb ich meinem Vater das Messer in die Hand, so trifft’s ihn, wie mich! Mich trifft’s immer!“

In dem Moment, in dem sich Leonhard besinnt und Klara nachlaufen will, tritt der Sekretär zur Tür herein. Er fordert Leonhard zu einem Pistolenduell auf. Leonhard sträubt sich zunächst dagegen, kann sich aber nicht wehren und geht schließlich mit dem Sekretär in den Wald, um sich dort mit ihm zu duellieren.
Unterdessen trifft Karl, Klaras aus dem Gefängnis entlassener Bruder, im Haus des Vaters ein. In einem Selbstgespräch bekräftigt er seinen Entschluss, als Matrose anzuheuern und so dem heimatlichen Elend zu entkommen. Er hat Schulden bei seinen Wirtshausfreunden, die er auch mit härtester Arbeit kaum noch begleichen kann, hat jedoch seine Reputation beim Vater wieder einigermaßen hergestellt. Klaras Andeutungen über ihre Lage und ihre Selbstmordgedanken hört oder versteht er nicht. Er bittet sie schließlich um frisches Wasser. Klara geht zum Brunnen, fest entschlossen, sich hinabzustürzen.
Währenddessen schleppt sich der Sekretär in die Stube. Er war beim Duell siegreich und hat Klara gerächt, ist aber verwundet. Karl ahnt plötzlich, dass seiner Schwester etwas zugestoßen sein könnte. Er läuft nach draußen und kommt mit der Nachricht wieder, dass jemand in den Brunnen gestürzt und dabei gestorben sei. Es ist Klara.
Verwirrt und gebrochen bleibt der Vater zurück. Das Drama endet mit seinen Worten:

„MEISTER ANTON. Ich verstehe die Welt nicht mehr!“

## Vertonungen
- Hugo Kaun: Symphonischer Prolog zu Hebbels gleichnamigen Drama, op. 44.